# Französische Rugby-Union-Meisterschaft 1963/64
Die Saison 1963/64 war die 65. Austragung der französischen Rugby-Union-Meisterschaft (französisch Championnat de France de rugby à XV). Sie umfasste 56 Mannschaften in der ersten Division (heutige Top 14).
Die Meisterschaft begann mit der Gruppenphase, bei der in sieben Gruppen je acht Mannschaften gegeneinander antraten. Die Erst- bis Viertplatzierten jeder Gruppe sowie die vier besten Fünftplatzierten zogen in die Finalphase ein, während die drei schlechtesten Achtplatzierten in die zweite Division absteigen mussten. Es folgten Sechzehntel-, Achtel-, Viertel- und Halbfinale. Im Endspiel, das am 24. Mai 1964 im Stadium Municipal in Toulouse stattfand, trafen die zwei Halbfinalsieger aufeinander und spielten um den Bouclier de Brennus. Dabei setzte sich Section Paloise gegen die AS Béziers durch und errang zum dritten Mal den Meistertitel.

## Gruppenphase
|    | Team            | Siege | Unent. | Ndlg. | Spiel- punkte | Diff. | Tabellen- punkte |
| -- | --------------- | ----- | ------ | ----- | ------------- | ----- | ---------------- |
| 1. | Stade Montois   | 12    | 0      | 2     | 214:101       | + 113 | 38               |
| 2. | SC Tulle        | 11    | 1      | 2     | 166:63        | + 103 | 37               |
| 3. | US Cognac       | 6     | 3      | 5     | 115:116       | − 1   | 29               |
| 4. | SC Mazamet      | 7     | 1      | 6     | 90:91         | − 1   | 29               |
| 5. | CA Lannemezan   | 5     | 3      | 6     | 78:97         | − 19  | 27               |
| 6. | Stade Bordelais | 5     | 2      | 7     | 102:115       | − 13  | 26               |
| 7. | USA Limoges     | 3     | 2      | 9     | 78:107        | − 29  | 22               |
| 8. | US Marmande     | 1     | 0      | 13    | 69:222        | − 153 | 16               |

|    | Team               | Siege | Unent. | Ndlg. | Spiel- punkte | Diff. | Tabellen- punkte |
| -- | ------------------ | ----- | ------ | ----- | ------------- | ----- | ---------------- |
| 1. | US Dax             | 10    | 2      | 2     | 184:63        | + 121 | 36               |
| 2. | US Montauban       | 8     | 4      | 2     | 122:79        | + 43  | 34               |
| 3. | SC Graulhet        | 7     | 1      | 6     | 86:86         | ± 0   | 29               |
| 4. | Castres Olympique  | 6     | 1      | 7     | 69:82         | − 13  | 27               |
| 5. | SC Angoulême       | 5     | 3      | 6     | 74:96         | − 22  | 27               |
| 6. | FC Auch            | 5     | 2      | 7     | 104:122       | − 18  | 26               |
| 7. | Biarritz Olympique | 4     | 2      | 8     | 87:126        | − 39  | 24               |
| 8. | GS Figeac          | 3     | 1      | 10    | 57:129        | − 72  | 21               |

|    | Team            | Siege | Unent. | Ndlg. | Spiel- punkte | Diff. | Tabellen- punkte |
| -- | --------------- | ----- | ------ | ----- | ------------- | ----- | ---------------- |
| 1. | SU Agen         | 11    | 2      | 1     | 268:68        | + 200 | 38               |
| 2. | RC Toulon       | 10    | 1      | 3     | 161:89        | + 72  | 35               |
| 3. | FC Lourdes      | 9     | 1      | 4     | 172:82        | + 90  | 33               |
| 4. | CS Vienne       | 6     | 3      | 5     | 91:106        | − 15  | 29               |
| 5. | Section Paloise | 6     | 2      | 6     | 121:135       | − 14  | 26               |
| 6. | Saint-Girons SC | 4     | 2      | 8     | 45:122        | − 77  | 24               |
| 7. | US Foix         | 3     | 0      | 11    | 51:154        | − 103 | 20               |
| 8. | Stade Dijonnais | 1     | 1      | 12    | 69:222        | − 153 | 17               |

|    | Team              | Siege | Unent. | Ndlg. | Spiel- punkte | Diff. | Tabellen- punkte |
| -- | ----------------- | ----- | ------ | ----- | ------------- | ----- | ---------------- |
| 1. | CA Brive          | 10    | 3      | 1     | 176:49        | + 127 | 37               |
| 2. | Stade Aurillacois | 9     | 1      | 4     | 117:50        | + 67  | 33               |
| 3. | FC Grenoble       | 7     | 3      | 4     | 91:57         | + 34  | 31               |
| 4. | US Romans         | 7     | 1      | 6     | 61:107        | − 46  | 29               |
| 5. | RC Vichy          | 5     | 1      | 8     | 71:89         | − 18  | 25               |
| 6. | Lyon OU           | 4     | 2      | 8     | 94:118        | − 24  | 24               |
| 7. | US Carmaux        | 5     | 0      | 9     | 72:126        | − 54  | 24               |
| 8. | CO Le Creusot     | 3     | 1      | 10    | 69:155        | − 86  | 21               |

|    | Team                  | Siege | Unent. | Ndlg. | Spiel- punkte | Diff. | Tabellen- punkte |
| -- | --------------------- | ----- | ------ | ----- | ------------- | ----- | ---------------- |
| 1. | AS Béziers            | 10    | 2      | 2     | 163:47        | + 116 | 36               |
| 2. | Stadoceste Tarbais    | 10    | 1      | 3     | 177:76        | + 101 | 35               |
| 3. | RC Narbonne           | 10    | 1      | 3     | 132:68        | + 64  | 35               |
| 4. | SA Saint-Sever        | 5     | 2      | 7     | 76:126        | − 50  | 26               |
| 5. | Paris Université Club | 5     | 2      | 7     | 105:109       | − 4   | 26               |
| 6. | US Tyrosse            | 3     | 2      | 9     | 68:125        | − 57  | 22               |
| 7. | USA Perpignan         | 4     | 0      | 10    | 63:143        | − 80  | 22               |
| 8. | CA Périgueux          | 3     | 2      | 9     | 82:172        | − 90  | 22               |

|    | Team              | Siege | Unent. | Ndlg. | Spiel- punkte | Diff. | Tabellen- punkte |
| -- | ----------------- | ----- | ------ | ----- | ------------- | ----- | ---------------- |
| 1. | La Voulte Sportif | 9     | 1      | 4     | 144:81        | + 63  | 33               |
| 2. | CA Bègles         | 8     | 2      | 4     | 115:78        | + 37  | 32               |
| 3. | Cahors Rugby      | 7     | 3      | 4     | 101:54        | + 47  | 31               |
| 4. | Aviron Bayonnais  | 7     | 2      | 5     | 103:96        | + 7   | 30               |
| 5. | Stade Rochelais   | 5     | 4      | 5     | 71:78         | − 7   | 28               |
| 6. | FC Saint-Claude   | 5     | 1      | 8     | 75:126        | − 51  | 25               |
| 7. | Stade Toulousain  | 4     | 1      | 9     | 115:120       | − 5   | 23               |
| 8. | AS Saint-Junien   | 3     | 2      | 9     | 49:140        | − 91  | 22               |

Gruppe G
|    | Team                  | Siege | Unent. | Ndlg. | Spiel- punkte | Diff. | Tabellen- punkte |
| -- | --------------------- | ----- | ------ | ----- | ------------- | ----- | ---------------- |
| 1. | Racing Club de France | 10    | 2      | 2     | 134:71        | + 63  | 63               |
| 2. | RC Chalon             | 8     | 2      | 4     | 74:44         | + 30  | 32               |
| 3. | Valence Sportif       | 7     | 1      | 6     | 84:103        | − 19  | 29               |
| 4. | AS Montferrand        | 6     | 1      | 7     | 147:89        | + 58  | 27               |
| 5. | SC Albi               | 6     | 1      | 7     | 78:113        | − 35  | 27               |
| 6. | SO Chambéry           | 4     | 3      | 7     | 69:85         | − 16  | 25               |
| 7. | TOEC                  | 4     | 2      | 8     | 93:114        | − 21  | 24               |
| 8. | Stade Langonnais      | 4     | 2      | 8     | 85:145        | − 60  | 24               |

## Finalphase

### 1/16-Finale
| Datum         | Begegnung                                 | Ergebnis |
| ------------- | ----------------------------------------- | -------- |
| 5. April 1964 | Section Paloise – CA Brive                | 09:6     |
| 5. April 1964 | RC Chalon – SC Mazamet                    | 03:0     |
| 5. April 1964 | Aviron Bayonnais – US Montauban           | 08:6     |
| 5. April 1964 | Racing Club de France – Castres Olympique | 05:0     |
| 5. April 1964 | RC Narbonne – FC Grenoble                 | 11:3     |
| 5. April 1964 | Stade Montois – CA Lannemezan             | 05:0     |
| 5. April 1964 | AS Montferrand – La Voulte Sportif        | 05:3     |
| 5. April 1964 | US Cognac – RC Toulon                     | 03:0     |
| 5. April 1964 | AS Béziers – SA Saint-Sever               | 17:6     |
| 5. April 1964 | Stade Aurillacois – Valence Sportif       | 09:6     |
| 5. April 1964 | US Dax – Stade Rochelais                  | 14:0     |
| 5. April 1964 | SC Graulhet – CA Bègles                   | 11:9     |
| 5. April 1964 | Stadoceste Tarbais – CS Vienne            | 11:0     |
| 5. April 1964 | SC Tulle – US Romans                      | 06:0     |
| 5. April 1964 | SU Agen – SC Angoulême                    | 08:6     |
| 5. April 1964 | FC Lourdes – Cahors Rugby                 | 13:5     |

### Achtelfinale
| Datum          | Begegnung                                | Ergebnis |
| -------------- | ---------------------------------------- | -------- |
| 19. April 1964 | Section Paloise – RC Chalon              | 03:0     |
| 19. April 1964 | Aviron Bayonnais – Racing Club de France | 03:3     |
| 19. April 1964 | RC Narbonne – Stade Montois              | 13:6     |
| 19. April 1964 | AS Montferrand – US Cognac               | 16:6     |
| 19. April 1964 | AS Béziers – Stade Aurillacois           | 17:6     |
| 19. April 1964 | US Dax – SC Graulhet                     | 05:0     |
| 19. April 1964 | Stadoceste Tarbais – SC Tulle            | 12:6     |
| 19. April 1964 | SU Agen – FC Lourdes                     | 19:8     |

### Viertelfinale
| Datum       | Begegnung                          | Ergebnis |
| ----------- | ---------------------------------- | -------- |
| 3. Mai 1964 | Section Paloise – Aviron Bayonnais | 11:6     |
| 3. Mai 1964 | RC Narbonne – AS Montferrand       | 11:0     |
| 3. Mai 1964 | AS Béziers – US Dax                | 08:3     |
| 3. Mai 1964 | Stadoceste Tarbais – SU Agen       | 06:0     |

### Halbfinale
| Datum        | Begegnung                       | Ergebnis |
| ------------ | ------------------------------- | -------- |
| 17. Mai 1964 | Section Paloise – RC Narbonne   | 8:3      |
| 17. Mai 1964 | AS Béziers – Stadoceste Tarbais | 3:0      |

### Finale
| 24. Mai 1964 | Section Paloise                                                                             | 14 : 0        | AS Béziers | Stadium Municipal, Toulouse Zuschauer: 27.797 Schiedsrichter: Robert Calmet |
| 24. Mai 1964 | Versuche: Capdouze (2) Erhöhungen: Toyos (1) Straftritte: Toyos (1) Dropgoals: Capdouze (1) | (6:0) Bericht |            | Stadium Municipal, Toulouse Zuschauer: 27.797 Schiedsrichter: Robert Calmet |

Aufstellungen
Section Paloise: André Abadie, Jean Capdouze, Henri Cazabat, Jacques Clavé, Jean-Baptiste Doumecq, Jacques Dulucq, Marc Etcheverry, Roger Lhande, François Moncla, Jean Piqué, Christian Rouch, Eugène Ruiz, Jean-Pierre Saux, Robert Toyos, Bernard Vignette
AS Béziers: Jean Barrière, Michel Bernatas, Émile Bolzan, Gérard Bonneric, Roger Bousquet, Pierre Danos, Paul Dedieu, Jacques Fratangelle, Louis Gagnière, Roger Gensane, Clément Grau, Claude Malet, Paul Ribot, Jean Salas, Claude Vidal